# Bandera de Durán
La bandera de la ciudad de Durán y del Cantón Durán se define en noviembre de 2006 en la Sala de Sesiones del Concejo Cantonal de Durán. Se compone de un rectángulo de proporción 1:2; se divide en dos rectángulos iguales.
- El lado superior es color celeste, que simboliza la limpieza y diafanidad de su cielo.
- El lado inferior es color azul, que significa el cielo y los mares.[1]